# Turduli
Les Turduli sont un peuple de l'Espagne antique dans la Bétique, sur les rives du Bétis, dans la moyenne partie de son cours.
Ils avaient pour bornes au N. les Oretani, au S. les Turdetani. Leurs villes principales étaient Astapa, Illiturgis, Corduba. Ils occupaient les provinces de Cordoue et Séville.

## Source
Cet article comprend des extraits du Dictionnaire Bouillet. Il est possible de supprimer cette indication, si le texte reflète le savoir actuel sur ce thème, si les sources sont citées, s'il satisfait aux exigences linguistiques actuelles et s'il ne contient pas de propos qui vont à l'encontre des règles de neutralité de Wikipédia.